# John Guise
Sir John Douglas Guise GCMG, KBE (* 29. August 1914 in Gedulalara, Milne Bay Province, Papua-Neuguinea; † 7. Februar 1991) war ein papua-neuguineischer Politiker.

## Biografie
John Guise war ein früher Befürworter der Souveränität von Papua-Neuguinea und war während der 1950er Jahre Mitarbeiter des Ministeriums für Einheimische Angelegenheiten (Department of Native Affairs). Nachdem er zwischen 1961 und 1963 Mitglied des Legislativrates von East Papua war, wurde er 1964 zum Abgeordneten des Versammlungshauses (House of Assembly) gewählt, dessen Sprecher (Speaker) er von 1968 bis 1972 war. Im Anschluss war er von 1972 bis 1975 Stellvertretender Chiefminister und Innenminister. 1972 wurde er Commander des Order of the British Empire (CBE) und dann am 6. Juni 1975 von Königin Elisabeth II. als Knight Commander des Order of the British Empire geadelt.
Anlässlich der Unabhängigkeit von Papua-Neuguinea am 16. September 1975 wurde er am gleichen Tag erster Generalgouverneur Papua-Neuguinea und wurde zudem zum Knight Grand Cross des Order of St. Michael and St. George geschlagen. Nach nur anderthalbjähriger Amtszeit trat er am 1. März 1977 zurück, um anschließend bei den Parlamentswahlen für das Amt des Premierministers zu kandidieren, unterlag allerdings dem Amtsinhaber Michael Somare.
Gleichwohl blieb er auch in den folgenden Jahren politisch aktiv und sah sich als Sprecher der mit der Regierung Somare unzufriedenen Bevölkerung. Nach seinem Tode wurde das John-Guise-Stadion nach ihm benannt.